# Ileopeltus dorsalus
Ileopeltus dorsalus är en insektsart som beskrevs av Paul S. Cwikla 1988. Ileopeltus dorsalus ingår i släktet Ileopeltus och familjen dvärgstritar. Inga underarter finns listade i Catalogue of Life.